# Lycaena bleusei
Lycaena bleusei — вид денних метеликів родини синявцевих (Lycaenidae)

## Поширення
Вид поширений в центральній Іспанії та центрально-північній Португалії. Мешкає на сухих сонячних луках.

## Опис
Розмах крил становить 28–30 мм.

## Спосіб життя
Імаго літають з кінця березня до листопада в залежності від місця розташування. Личинки живляться різними видами щавля (Rumex), зокрема Rumex acetosa, Rumex acetosella, Rumex crispus тощо.